# تپه کلاتک
تپه کلاتک در شهرستان سراوان، بخش مرکزی، روستای کلاتک واقع شده و این اثر در تاریخ ۷ مهر ۱۳۸۱ با شمارهٔ ثبت ۶۰۹۷ به‌عنوان یکی از آثار ملی ایران به ثبت رسیده است.